# Sylvicanthon bridarollii
Sylvicanthon bridarollii är en skalbaggsart som beskrevs av Martinez 1949. Sylvicanthon bridarollii ingår i släktet Sylvicanthon och familjen bladhorningar. Inga underarter finns listade i Catalogue of Life.